# Peter Scheerer
Peter Scheerer (sinh ngày 16 tháng 12 năm 1973) là một đạo diễn, nhà sản xuất phim vả nhà biên kịch. Ông cộng tác về phim của ông với bạn đồng nhà làm phim Michael Roesch.
Từ thời thơ ấu Scheerer đã yêu phim và bắt đầu quay phim ngắn khi ông còn học cấp dùng phim 8 mm. Sau khi học đại học Scheerer làm việc trong quảng cáo. Sau đó, ông bắt đầu một sự nghiệp thành công bằng người viết kịch với bạn của ông 
Michal Roesch và làm việc trong các năng lực sản xuất khác nhau. Trong số các khoản tín dụng kịch của họ có  Alone in the Dark II, House of the Dead 2  and Far Cry.
Trong năm 2006, Roesch và Scheerer đạo diễn tính năng đầu tiên của họ, bộ phim kinh dị về ma cà rồng Brotherhood of Blood, với sự tham gia của Victoria Pratt, Sid Haig và Ken Foree. Bộ phim đã có buổi chiếu đầu tiên ở Sitges Film Festival tại Sitges, Tây Ban Nha vào tháng 10 năm 2007 . Tại Mỹ và Gia nả đại, nhãn Ghosthouse Underground của Sam Raimi mua lại bộ phim, và phát hành nó qua Lionsgate.
Trong năm 2007 Roesch và Scheerer đạo Alone in the Dark II, với sự tham gia của Rick Yune, Lance Henriksen và Danny Trejo. Nó là một phần tiếp theo của bộ phim Alone in the Dark từ năm 2005.

## Phim tham gia
- Alone in the Dark II (2009) (đạo diễn, biên kịch)
- Far Cry (2007) (biên kịch)
- In the Name of the King: A Dungeon Siege Tale (2007) (phó sản xuất)
- Brotherhood of Blood (2006) (đạo diễn, biên kịch)
- BloodRayne (2006) (phó sản xuất)
- House of the Dead 2 (2005) (biên kịch)
- Alone in the Dark (2005) (biên kịch)

## Liên kết khác
- Peter Scheerer trên IMDb
- Trang web chính thức Lưu trữ ngày 11 tháng 10 năm 2015 tại Wayback Machine